# オーディンの槍
『オーディンの槍』（オーディンのやり）はテーブルトークRPG(TRPG)『アルシャード』のリプレイ作品。ゲームマスター（GM）兼リプレイの執筆は菊池たけし。イラストは井上純弌。
初出は『ゲーマーズ・フィールド別冊』06号「菊池たけしがまいりました」（2003年6月発売）。2005年には『アルシャードff』の発売と合せて、リプレイ『スルトの剣』とともにファミ通文庫にまとめられた。
リプレイ収録の際に使われているルールはルール第一版である初代の『アルシャード』だが、文庫版刊行に当たり『アルシャードff』に沿った修正がなされている。サブタイトルに『アルシャードffリプレイ』と銘打たれているのはそのためである。

## 概要
文庫版のあとがきによれば、井上純弌は「菊池たけしのリプレイにはどの時代にもTRPGを遊ぶ読者への強い波及効果があった。『アルシャード』がスタンダードの名を冠するRPGとして売る以上は、菊池にリプレイを書いてもらうことはどうしても必要だ」という動機のもとに、菊池にリプレイの執筆依頼を頼んだそうである。リプレイとしては雰囲気を伝えることを重視したものになっており、ジュブナイル冒険小説のようなボーイ・ミーツ・ガールなシナリオは。単純ではあるが王道を目指したものとなっている。
当初は『AGマガジン』（エンターブレイン）第三号から連載をする予定であったのだが、同誌が二号で休刊したために、同年に発売された『ゲーマーズ・フィールド別冊』に全文を収録することとなった。今作はテキストを菊池が、イラストを井上が担当しており、井上と菊池が初めて共著的な作業をしたものでもある。また、『セブン＝フォートレス』リプレイ『ラ・アルメイアの幻砦』（ファミ通文庫）の菊池と大畑顕との後書き対談によると、このときの仕事がきっかけで菊池は『アルシャード』のシステムに洗練性を見出し、システム部分を汎用化させることを井上に勧めたという。これが後のスタンダードRPGシステムにつながっていったということである。

## あらすじ
古代文明が生み出した超絶戦艦「グングニル」。神々の王オーディンの槍の名を授けられたこの戦艦を発見した真帝国は、戦艦を起動させるため、グングニルの「主」の素質を受け継ぐ者を捜索していた。その「主」の名はフレア。トレジャーハンターの少年アッシュのいいなずけである少女である。
フレアが真帝国の部隊により誘拐されたことで、アッシュはフレアを助け出すことを決意する。それぞれの理由で帝国に敵対している者たちを仲間にし、帝国軍を追う。しかしそんなアッシュたちの前に立ちふさがる一人の帝国の女士官レベッカ。彼女はなぜかフレアと瓜二つの姿をしており、アッシュを激しく動揺させる。
そして、フレアを追いグングニルにたどり着いたアッシュたちは、グングニル、そしてフレアとレベッカに隠された秘密を知ることになる…

## 登場人物・用語

### プレイヤーキャラクター
プレイヤーによって操作するキャラクター。PC。名前の横にカッコで記述されているのはプレイヤー名である。キャラクタークラスについてスラッシュで複数書かれている場合はマルチクラスによりクラスを複数有していることを表す。キャラクタークラスの横のレベルはそのリプレイ開始時のものである。
アッシュ (田中信二)
キャラクタークラス : ハンター (Lv.1) /ファイター (Lv.1) / スカウト (Lv.1)
シャードの加護 :《ティール》《トール》《ヘイムダル》
先祖代々、トレジャーハンターをしている家系にうまれた少年。古代種族アルフの埋蔵金を探し当てる夢にとりつかれているが、あてはまったくなく貧乏暮らしが続いている。父ロックは腕のいい飛空艇乗りだったが、ある日冒険に出たまま帰ってこなくなり、それ以降は天涯孤独である。フレアとは親が決めたいいなずけ同士であり幼馴染でもある。
フレアが帝国軍にさらわれたことで、彼女を助け出すためにわずかな仲間たちとともに真帝国の一個艦隊に立ち向かう。
シド (田中天)
キャラクタークラス : ドヴェルグ (Lv.1) /ファイター (Lv.1) / ヴァグランツ (Lv.1)
シャードの加護 :《イーヴァルディ》《トール》《ブラギ》
山岳に住まう小人族「ドウェルグ」の空賊。パンキッシュな性格をしている残虐な男だが、根っからの悪人ではない。
自分が乗っていた飛空艇を真帝国軍の艦隊に撃沈され、沈み行く船のマストの上で父親と死闘を演じた真帝国軍の将校レベッカを殺害した過去がある。しかしそのレベッカが生きていたことを知り、沈められた船と殺された父親やクルーたちの復讐のために、アッシュたちと行動をともにする。飛空艇乗りとしてロックに敬意を持ち、その息子であるアッシュを気に入っている。
名前の元ネタはシド・ヴィシャス。しかしあだ名が“レッド・ツェッペリン”で、ペイジ、プラント、ジョーンズ、ボーナムという名の4人を手下としてこき使うという、聞く人が聞くと怒り出しそうな挑戦的な設定になっている。
ヴィオレット (井上純弌)
キャラクタークラス : ヴァルキリー (Lv.1) /ファイター (Lv.1) / ホワイトメイジ (Lv.1)
シャードの加護 :《フレイヤ》《トール》《イドゥン》
古代文明が作り出した超絶戦艦「グングニル」に艦載機として配備されていた女性型戦闘人形「ヴァルキリー」の一体。幾星霜の時を経て、G=M社により発掘・修復された。
G=M社の発掘スタッフはヴィオレットを真帝国に売り渡そうとしていたが、その直前に意識が悠久の眠りから目覚め、「グングニルの主を守る」というインプットされていた指令に従い、フレアの救出に同行する。
リナ・ザウルクス (鈴吹太郎)
キャラクタークラス : エージェント (Lv.1) /ブラックマジシャン (Lv.1) / ソーサラー (Lv.1)
シャードの加護 :《エーギル》《オーディン》《オーディン》
G=M社の女エージェント。元は真帝国軍に属していた技術仕官（ソーサラー）だったが亡命した。自分にまつわることは話さないミステリアスな女性だがその能力は天才的。また、目的のためなら手段を問わない冷徹な面もある。
ヴィオレットの発掘スタッフが、その情報をG=M社本社にすら秘匿していた事実を掴んだパトリックより、ヴィオレット＝グングニルを真帝国軍に渡さないための妨害工作を命じられ、アッシュの冒険に同行する。
名前の元ネタはプレイヤーがその当時にお気に入りだったらしいLinuxザウルス。

### ノンプレイヤーキャラクター
GMが操作するキャラクター。NPC。
フレア
アッシュの幼馴染である良家の少女。親同士が決めた許婚だが、互いに気はあるようだ。グングニルの主の資格をもつため、帝国軍に攫われてしまう。
彼女はアッシュの父親がどこかから拾ってきた孤児で、子供ができなかったフレアの両親の養子として育てられていた。しかしこのことはフレア自身は知らないことである。
レベッカ
帝国軍の若き女士官。フレアとまったく同じ容姿を持つ。アインゼルの部下として、フレアをグングニルの元につれていくために帝国艦隊に同乗する。かつてシドに殺されたのだが、ある理由をもって「復活」を果たした。
フェリックス・アインゼル
帝国軍西部方面軍の艦隊司令。グングニル起動計画のトップにあたる人物である。眼鏡をかけた美青年で、傲慢かつ卑怯という悪役の鑑のような人物。
ヘルムート・ゾンバルト
帝国軍西部方面軍最高司令。軍人としては無能だが、保身の術に長けていて現在の地位を保っている小者。アルシャードの名物公式NPCであり、「どこか憎めない悪役」的な人気がある。今作ではアインゼルの艦隊に同行し、彼の計画を見守ることになるが…
グラーフ・シュペー
反帝国をかかげる空賊の男。元G=M社のエージェントだったこともあり、リナの任務に協力する。元々は今回のGM・菊池たけしのPCである。
パトリック・ウォン
G=M社の情報処理部部長。会社内での評判は昼行灯と言われていて無能扱いされているが、実は裏では会社内でも表沙汰にされない非合法工作活動を立案する人物の一人である。

### その他の登場人物・用語など
グングニル
神々の王オーディンの武具として伝えられる古代文明の戦艦。これを蘇らせることができれば現代において最強の力を持つことができる。また、グングニルは理想郷アスガルドへの扉を開く「鍵」になるともいわれている。
南海の果てにそびえるスレイプニール山に突き刺さるような形で眠っており、周囲は「空賊殺し」とも呼ばれる「風の結界」に覆われ一種の封印がされている。アッシュの父ロックが探していたアルフの秘宝の正体でもある。
続編「スルトの剣」にて同級艦が他に6隻存在していることが明らかになっている。
グングニルの主
グングニルを支配・統括する権利を持つ人物のこと。グングニルを手中に収めるために帝国軍は「グングニルの主」の素質を持つフレアを誘拐した。
ゼネラルマテリアル社 （G=M社）
ミッドガルド全土に対して強力な運輸ネットワークを持つ運送企業。運輸業以外にも手広い業種をもつコングロマリットである。G=M社は帝国への政治的・経済的奉仕をするひきかえに、帝国から自治と保護を与えられている「帝国企業」と呼ばれる大会社だが、裏では反帝国活動を秘密裏に支援しているという謎の顔がある。